# Phylacozetes membranulifer
Phylacozetes membranulifer är en kvalsterart som beskrevs av Grandjean 1936. Phylacozetes membranulifer ingår i släktet Phylacozetes och familjen Microzetidae. Inga underarter finns listade i Catalogue of Life.